# Théophile Dossou
Théophile Dossou es un deportista marfileño que compitió en taekwondo. Ganó dos medallas en el Campeonato Mundial de Taekwondo, en los años 1975 y 1977.

## Palmarés internacional
| Campeonato Mundial | Campeonato Mundial       | Campeonato Mundial | Campeonato Mundial |
| Año                | Lugar                    | Medalla            | Categoría          |
| ------------------ | ------------------------ | ------------------ | ------------------ |
| 1975               | Seúl (Corea del Sur)     | Medalla de bronce  | –74 kg             |
| 1977               | Chicago (Estados Unidos) | Medalla de plata   | –74 kg             |